# Plateelbakkerij Zuid-Holland

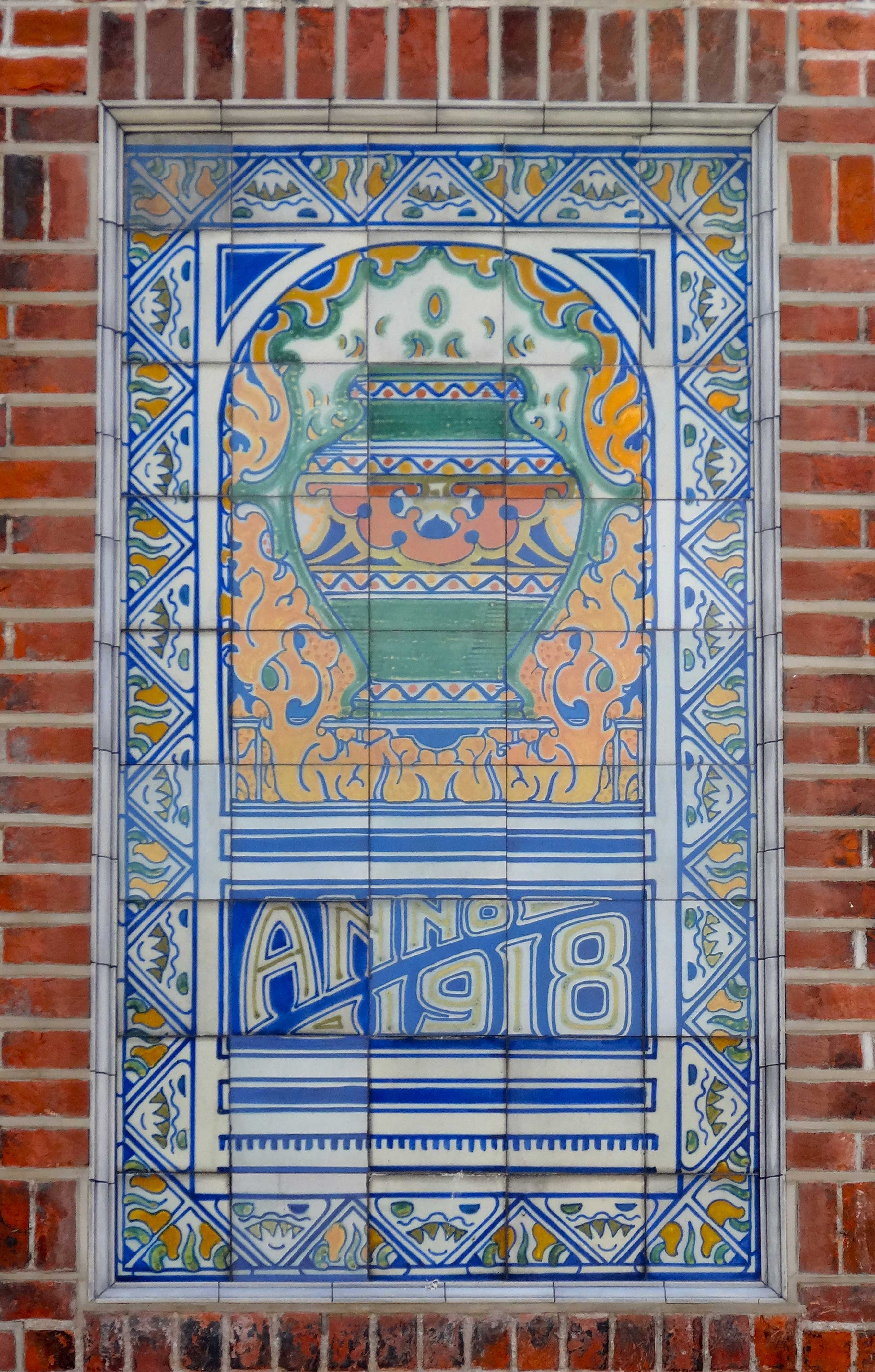
Tageltableau rond 1918

De N.V. Koninklijke Plateelbakkerij Zuid-Holland (Plazuid, PZH) (1898 - 1965) was een Goudse aardewerkfabriek. Het complex is gedeeltelijk afgebroken, de overgebleven gebouwen zijn Rijksmonumenten.

## Oprichting
In 1898 richt de Goudse pottenbakker Adrianus Jonker samen met Egbert Estié uit Purmerend de 'Plateelbakkerij Zuid-Holland, E. Estié & Co' op. Estié bracht zowel zijn vakkenis als materialen in voor een bedrag van ƒ 5000,- en Adrianus Jonker leverde een kapitaal van ƒ 9000,-. Het nieuwe bedrijf kocht voor ƒ 25.000 de aardewerkfabriek 'Het Hert' van de familie Jonker aan de Raam te Gouda. In 1903 wordt de samenwerking tussen Jonker en Estié ontbonden en wordt B.J.C. Hoyng de nieuwe eigenaar. De naam wordt gewijzigd in 'N.V. Plateelbakkerij Zuid-Holland', in de volksmond 'Plazuid' genoemd, in de laatste jaren van het bestaan van de fabriek vaak PZH. In 1930 verkrijgt het bedrijf het predicaat Koninklijk en de officiële naam wordt dan 'N.V. Koninklijke Plateelbakkerij Zuid-Holland'. Het bedrijf gaat zich toeleggen op jugendstil-keramiek.

## Wereldtentoonstelling 1915
Tijdens de wereldtentoonstelling van 1915 in San Francisco - de Panama-Pacific International Exposition - exposeerde Plateelbakkerij Zuid-Holland in het 'Palace of Varied Industries. Samen met vijf andere kunstaardewerkfabrieken - de Arnhemsche Fayencefabriek, De Porceleyne Fles, De Distel, St. Lukas en de Fabriek van Brouwer's Aardewerk - hadden zij een gezamenlijk expositieruimte gehuurd.. Na de succesvolle tentoonstelling werd het aardewerk uit de Rhodian-lijn zelfs door een Amerikaanse tussenhandelaar verkocht. Deze Edmond Torlotting had een showroom aan de West 23rd Street in New York; onder de naam 'Gouda ware' - als tegenhanger van het bekende zeventiende-eeuwse Delftware - adverteerde en verkocht hij met succes het matplateel van Plateelbakkerij Zuid-Holland in de Verenigde Staten.

## Staking en crisisjaren
In 1927 ontstaat er arbeidsonrust vanwege de onenigheden over een nieuw af te sluiten CAO voor de plateelarbeiders. De werknemers van 'Plazuid' leggen als eersten het werk neer en dat voorbeeld wordt nagevolgd door de collega's van de andere plateelfabrieken in Gouda. Pas in februari 1929 wordt – door bemiddeling van een Goudse wethouder – het conflict beslecht.
Het bedrijf heeft veel te lijden van de daaropvolgende economische crisisjaren en in 1936 wordt zelfs overwogen om het bedrijf te sluiten. Door de productie vooral te richten op gebruiksaardewerk en minder op sieraardewerk weet men de dreigende sluiting te voorkomen.

## Bloei en neergang
De serviezen van 'Plazuid' zijn in de jaren na 1935 toonaangevend. Ook na de Tweede Wereldoorlog floreert het bedrijf nog enige tijd, maar de concurrentie van de andere Goudse aardewerkbedrijven (vooral van Zenith en Goedewaagen) is groot. Net als Goedewaagen is 'Plazuid' bezig met het ontwikkelen van een nieuwe fabricagelijn: porselein. Goedewaagen slaagt erin om een hoogwaardige product bone china op de markt te brengen. Maar 'Plazuid' raakt door deze experimenten in de financiële problemen. In 1965 wordt het bedrijf van de ene op de andere dag gesloten. De verkoopleider van 'Plazuid' Jan Kamer treedt in dienst bij Goedewaagen. Hij zal na het faillissement van Goedewaagen in 1983 het initiatief nemen tot een nieuwe doorstart van dit bedrijf in Nieuw-Buinen.

## Na de sluiting
Na de sluiting van het bedrijf, heeft het complex een groot aantal jaren leeggestaan, daarna is het gedeeltelijk afgebroken. Wat is behouden, zijn de bedrijfsruimte aan Raam, de watertoren aan de Kandeelsteeg en de Kleischuur aan Vest. Om de druk van de waterleiding te verhogen, werden in 1920 de watertoren samen met een ketelhuis gebouwd. Vanaf de Kleischuur werd de kleimassa naar de afdeling kleibereiding gebracht, vervolgens ging het naar de draaierij of gieterij en van de afwerkerij naar de droogkamers en de tunneloven. Daarna werden de producten gedecoreerd, geglazuurd en nogmaals gebakken in turfovens en opgeslagen in het magazijn. De bedrijfsruimte aan het Raam heeft nu gedeeltelijk een parkeerfunctie, voor de Watertoren zijn plannen om er Bed en Breakfast in te realiseren. De Kleischuur is een restaurant geworden.

## Musea
Plateel van de Zuid-Holland is opgenomen in de collectie van verschillende musea zoals:Museum Gouda , Kunstmuseum Den Haag en Museum Boijmans Van Beuningen te Rotterdam.

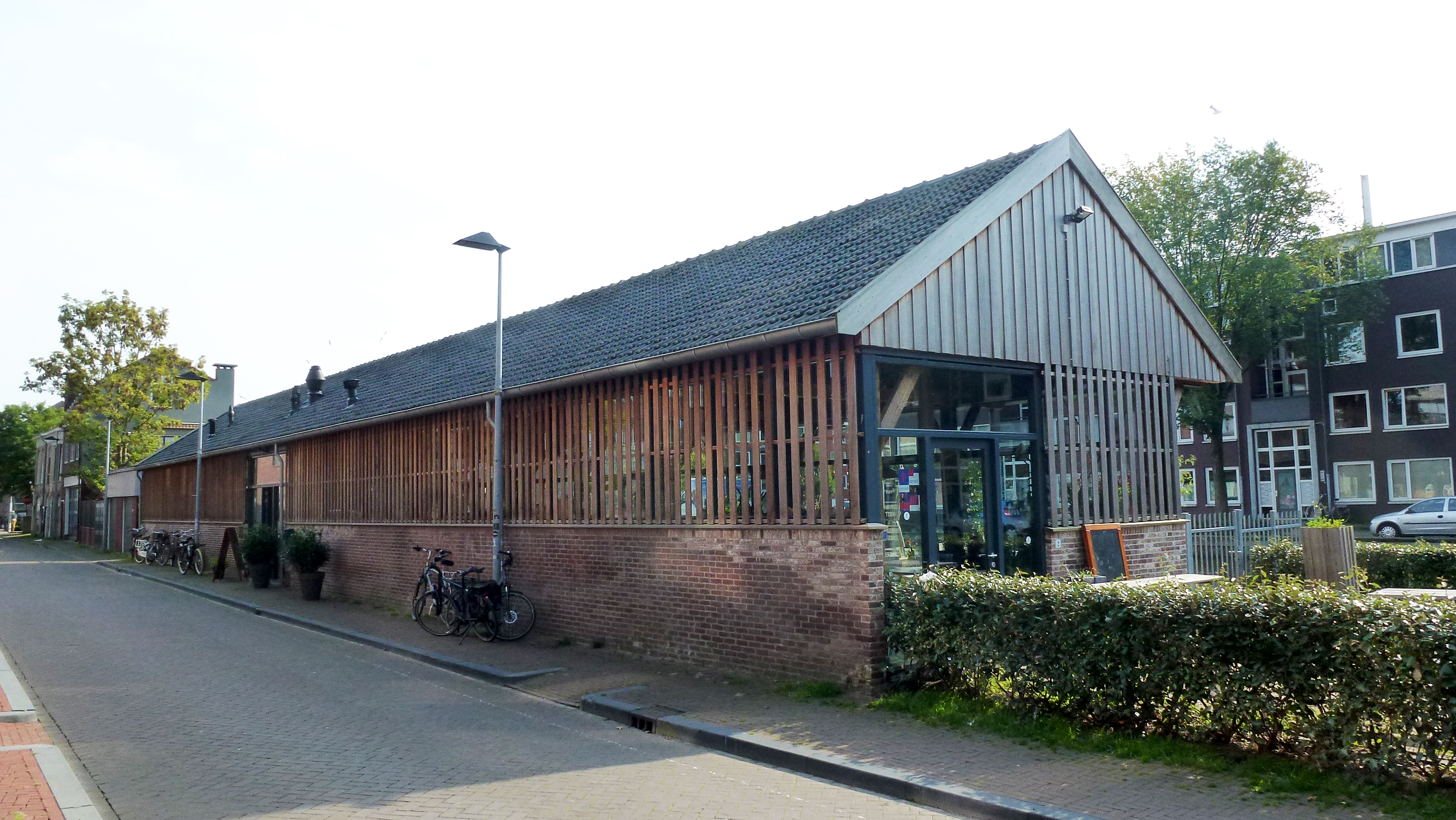
Restaurant De Kleischuur
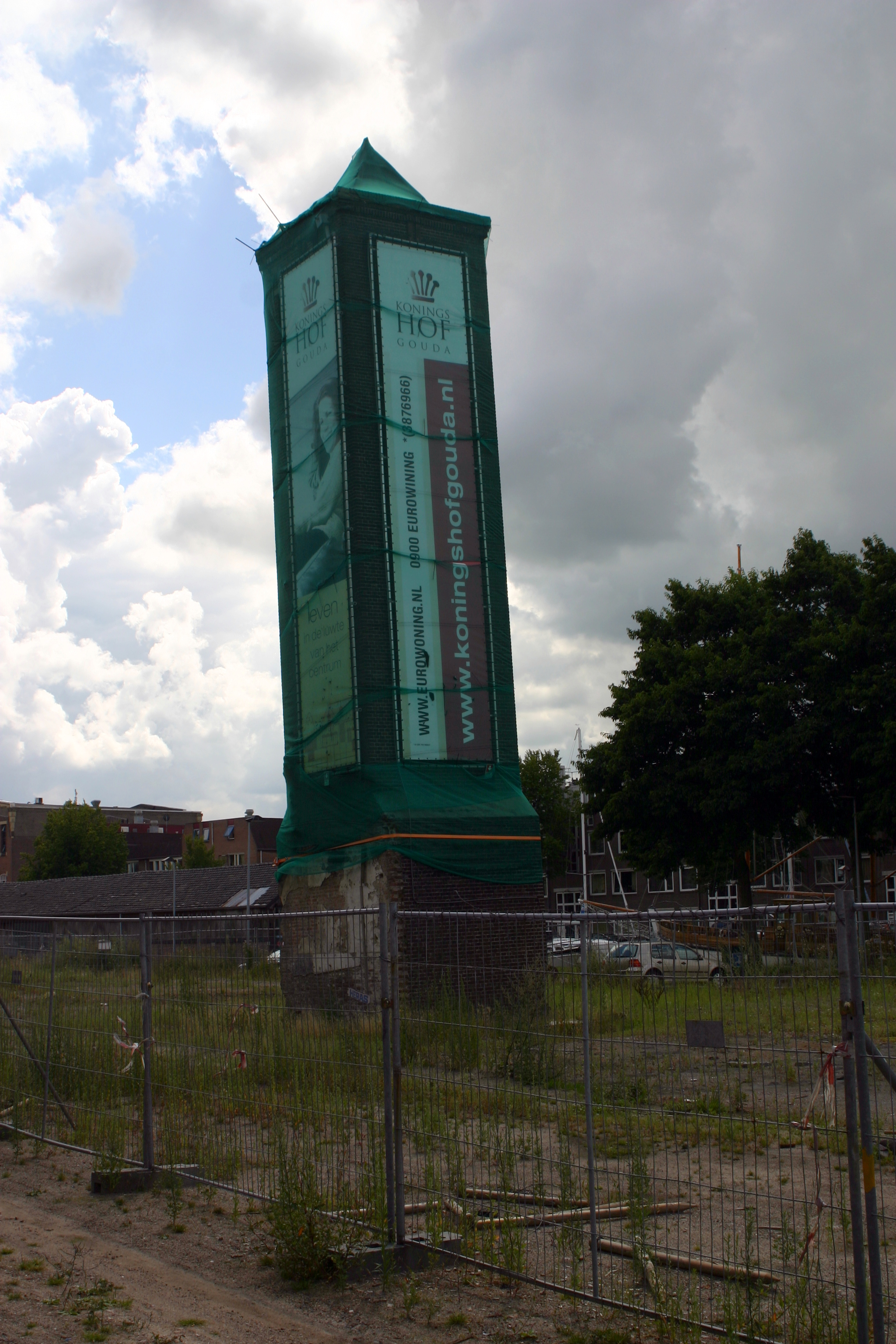
Watertoren in 2010